# Mister Mosquito

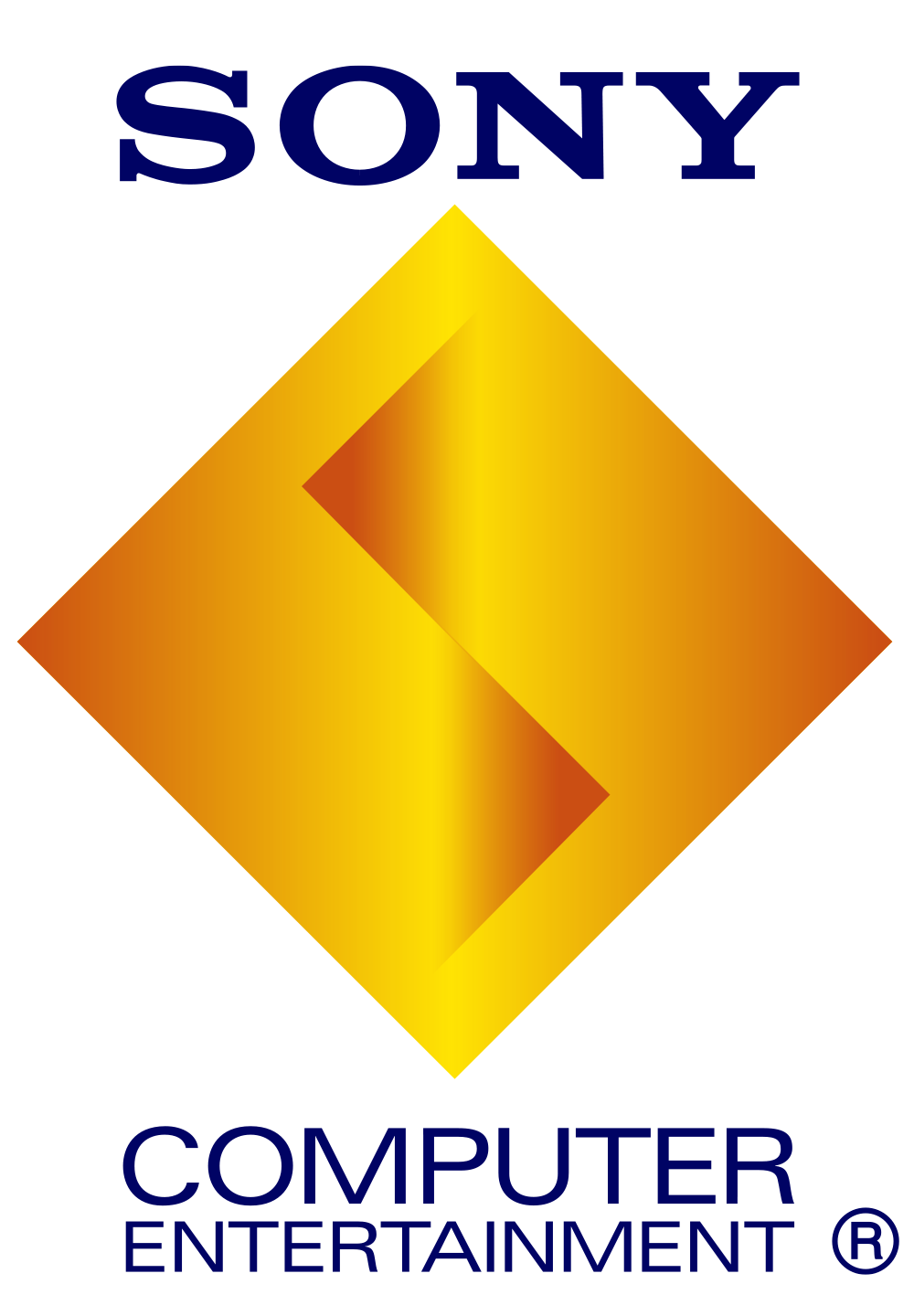
Logotipo de Sony Computer Entertainment.

Mister Mosquito, escrito Mr Moskeeto en las regiones PAL y conocido en Japón como Ka (蚊 lit. "Mosquito"?), es un videojuego desarrollado por la empresa nipona ZOOM Inc.para la videoconsola PlayStation 2 (PS2). Este juego fue lanzado por primera vez en Japón por Sony el 21 de junio de 2001 y en marzo del 2002 fue publicado en otros territorios bajo el extinto sello británico Eidos Interactive.
El jugador controla un mosquito llamado "Mister Mosquito", el personaje principal del juego, que se ha instalado en la casa de la familia Yamada, humanos de tamaño natural que sirven como fuente de alimento para el protagonista del juego. El objetivo del juego es abastecerse de sangre durante el verano para que el mosquito sobreviva el invierno que se avecina.

## Modo de juego
El juego gira en torno a una simple cosa: chupar sangre de la familia Yamada mientras se ocupan de sus asuntos cotidianos. Sin embargo, el jugador sólo puede chupar la sangre de zonas específicas designadas del cuerpo, que sólo están disponibles en momentos concretos. Cada miembro de la familia sigue un patrón de movimientos en bucle establecidos. Siguiendo estos movimientos, el jugador deberá llenar unos viales de sangre por etapas. 
La dificultad del juego al chupar sangre radíca es que cada víctima tiene un "medidor de estrés", por lo tanto el jugador debe asegurarse de que la víctima no se dé cuenta de que está siendo picado. Chupar demasiado rápido o demasiado lento aumentará el nivel de estrés de la víctima. 
En el caso de que Mister Mosquito sea aplastado mientras chupa sangre, se produce la muerte instantánea. Si una víctima nota al jugador mientras vuela, comienza el "Modo Batalla", que se desarrolla como una batalla contra un jefe. La víctima intenta atacar a Mister Mosquito por diversos medios. Para calmarlos, el jugador debe golpear una serie de puntos de presión, aliviando así la tensión. Una vez que están lo suficientemente relajados, regresan a su posición de origen.
El juego se compone de una serie de etapas que se desbloquean en el momento de completar cada etapa anterior. Los jugadores pueden elegir su propio camino en cada etapa. Al comienzo hay una sesión informativa que detalla la habitación donde se desarrolla la partida, la víctima, las áreas de su cuerpo de las que se puede succionar sangre, y cualquier peligro predominante (corrientes de aire, repelente antimosquitos,...). Las habitaciones de cada etapa son completamente explorables. Cada habitación tiene elementos escondidos en lugares oscuros que pueden aportar diversos beneficios, como viales extra o corazones extra.

## Desarrollo
Mister Mosquito se anunció por primera vez en marzo de 2001, justo antes del Tokyo Game Show. El título provisional del juego era Ka: Yamada-ke No Natsu (蚊 ～山田家の夏～ Mosquito: El verano en la residencia Yamada?).El juego fue publicado en Japón por Sony el 21 de junio de 2001.Eidos Interactive publicó el juego en las regiones de Norteamérica y PAL el 13 y 22 de marzo de 2002, respectivamente, bajo la submarca "Fresh Games".
Kevin Gill, directivo de Eidos Interactive, afirmó en una entrevista que la compañía británica decidió lanzar juegos como Mister Mosquito que por su naturaleza, "peculiar" o "extraña"  pero con una jugabilidad "brillante", de otra manera hubiera sido poco probable que se hubiran jugado fuera de Japón. Pues la compañía ayudaba a que los jugadores "de todo el mundo pudieran comprarlos en su tienda local sin tener que lidiar con modchips y costos exorbitantes".

## Recepción y legado
En 2008, Game Informer nombró a Mister Mosquito como uno de los "Diez juegos más extraños de todos los tiempos". El juego también fue incluido por G4 en su propia lista de juegos extraños. GamesRadar incluyó a Mister Mosquito en su lista de "Los 7 mejores juegos que son más baratos que la terapia" como cura para la entomofobia y en su lista de "Animales basura que se convirtieron en héroes de videojuegos".
Según Famitsu, Mister Mosquito fue el quinto videojuego más vendido en Japón durante su semana de lanzamiento con 41.006 copias vendidas.Aproximadamente 160.210 copias se vendieron en el país a finales de 2001. Por otro lado, las ventas de Mister Mosquito en otros territorios fueron aparentemente mucho menores.  
El 3 de julio de 2003, una secuela fue lanzada solamente en Japón, llamada Ka 2: Vamos a Hawái" (蚊2 レッツゴーハワイ?). 
Este juego se ambienta íntegramente en Hawái, después de que la familia Yamada gane unas vacaciones a la isla en una tienda local. La jugabilidad es esencialmente la misma que en Mister Mosquito, pero agrega una serie de características nuevas. Le permite al jugador chupar sangre de cualquier parte del cuerpo, no solo de los puntos designados y los puntos de presión ahora permiten al jugador chupar más sangre en determinados puntos.